# Callyspongia communis
Callyspongia communis är en svampdjursart som först beskrevs av Carter 1881.  Callyspongia communis ingår i släktet Callyspongia och familjen Callyspongiidae. Inga underarter finns listade i Catalogue of Life.